# Rudolf Müller (Diplomat)
Rudolf Müller (geboren 3. Oktober 1878 in Spandau; gestorben 18. März 1966 in West-Berlin) war ein deutscher Diplomat.

## Leben
Rudolf Müller war ein Sohn des preußischen Offiziers Albert Müller und der Anna Wulff. Er trat 1897 in den mittleren preußischen Verwaltungsdienst ein. Müller leistete als Einjähriger 1898 Militärdienst und wurde 1911 zum Oberleutnant der Reserve befördert, während des Ersten Weltkriegs wurde er schließlich zum Major der Reserve befördert.
Müller wurde 1901 als Diätar in den Bürodienst des preußischen auswärtigen Dienstes übernommen und war als Kanzlist in Bern, Brüssel, Bogata und Bukarest eingesetzt. In der Weimarer Republik war er 1925 kommissarischer Leiter des Konsulats in Tétouan in Spanisch-Marokko. Ab 1926 leitete er das Vizekonsulat in Posadas in Argentinien und wechselte 1934 als Vizekonsul nach Port-au-Prince und wurde 1936 Konsul in Curitiba in Brasilien. Müller war von 1919 bis 1930 Mitglied der DNVP, zum 1. April 1933 trat er der NSDAP bei (Mitgliedsnummer 1.632.672).
Im August 1939 übernahm Müller die Geschäfte eines Konsuls im seit 1919 italienischen Bozen und wurde 1940 zum Generalkonsul befördert. Nach der Versetzung des Mailänder Generalkonsuls Otto Bene in die besetzten Niederlande übernahm er dessen Funktionen bei der Aussiedlung der deutschen Bevölkerung aus Südtirol. Zum 16. September 1941 trat er der SS als SS-Standartenführer bei (SS-Nummer 467.021). Im November 1942 wurde Müller in das Konsulat in Laibach in der von Italien annektierten Provincia di Lubiana versetzt. Im September 1943 kam die Region in der Operationszone Adriatisches Küstenland unter deutsche Herrschaft. Müller war von Oktober 1944 bis Kriegsende erneut Konsul in Bozen, nunmehr in der Operationszone Alpenvorland.
Müller kam im Juni 1945 in US-amerikanische Gefangenschaft und war von März 1946 bis Februar 1947 auf dem Hohenasperg interniert. Über seine Entnazifizierung ist nichts bekannt.